# Владислав Стоянов
Владислав Бойков Стоянов е български футболист, вратар. Роден е на 8 юни 1987 г. в Перник. От януари 2013 г. до 2021 г. играе за Лудогорец.
Владислав Стоянов е едва вторият вратар в света, успявал да спаси две дузпи на мегазвездата Кристиано Роналдо – една в гостуването на Реал Мадрид на Лудогорец в София (мач от групите на Шампионската лига през 2014) и една в контролната среща на българския национален отбор с тима на Португалия през 2016 г.

## Кариера

### Ранна кариера
Роден в Перник, Стоянов започва да тренира футбол в местния Металург. През 2000 г. се представя страхотно в мач от юношеското първенство срещу ЦСКА (София) и малко след това е привлечен в школата на „армейците“ срещу 2000 лева. В ДЮШ на ЦСКА вратарят играе четири години. През 2004 г., преди да подпише първи професионален договор с клуба, избира да отиде в Нафтекс (Бургас), заедно със съотборниците си Орлин Старокин и Георги Божилов.

### „Нафтекс" (Бургас)
През сезон 2004/05 Стоянов е преотстъпен на втородивизионния Поморие, където изиграва общо 12 мача – единадесет за първенство и един за Купата на България. През лятото на 2005 г. се завръща при бургазлии. Там е трети вратар след Свилен Симеонов и Иван Чворович, но все пак успява да дебютира в А група. Официалният му дебют е на 15 октомври 2005 г., когато запазва мрежата си суха при успех с 1:0 над Черно море (Варна). До края на сезон 2005/06 играе в още три мача от шампионата и един за купата.

### „Черноморец" (Бургас)
През лятото на 2006 г. Стоянов преминава в другия бургаски клуб Черноморец, който тогава е в Източната Б група. През първия си сезон там пази в 9 мача, а „акулите“ завършват убедително на първо място. След промоцията в А група Стоянов става титуляр на вратата и през сезон 2007/08 изиграва цели 28 срещи, в 10 от които успява да запази мрежата си суха.
Заради добрите си изяви през юли 2008 г. е поканен на проби в украинския гранд Динамо Киев, но не успява да стигне до предложение за договор.
Остава в Черноморец, но по средата на сезон 2008/09 губи титулярното си място, след като при „акулите“ идва немският страж Паскал Борел. През цялата есен на 2009 г. е твърда резерва и не записва нито едно участие.

### „Шериф“
През януари 2010 г. е закупен от молдовския Шериф Тираспол. Същата година за добрите му изяви дебютира в националния отбор на България.

### „Лудогорец“
От януари 2013 г. Стоянов играе в Лудогорец (Разград). С този отбор той постига най-големите си професионални успехи. Дебютира в А ПФГ на 3 март 2013 г. в срещата „Лудогорец“-Черно море (Варна) 2:0 . Дебютира в Б ПФГ на 4 октомври 2015 г. в срещата „Лудогорец 2“-Ботев (Гълъбово) 0 – 1 . Стоянов играе успешно с отбора си в турнира Лига Европа, където е достигнат осминафинал. През есента на 2014 вратарят показва отлични изяви в Шампионската лига и става титуляр в националния отбор. Въпреки това треньорът Любослав Пенев не го включва в мача с Норвегия на 13 октомври 2014 г. от квалификациите за Европейско първенство, а предпочита за вратар Николай Михайлов, който е резерва в клубния си отбор и е без игрова практика към момента. Михайлов допуска груба грешка с гол и България губи мача с 1:2. През пролетта на 2015 г. Михайлов отново е спорно предпочетен пред Стоянов от новия национален треньор Ивайло Петев във важната квалификация срещу Италия в София.

### Тунджа 2006 (Тенево)
На 27 март 2023 г. е обявено че Стоянов ще играе за отбора на Тунджа 2006 Тенево в Б Областна група Ямбол. На 26 март дебютира за отбора като прави чудесни спасявания, превръща мача в празник.

### Награди и отличия
Владислав Стоянов е обявен за „Най-добър вратар“ на А ПФГ за 2012/13 г. и в груповата фаза на Лига Европа за 2013/14 г. През декември 2014 г. е посочен от УЕФА за най-добрия вратар в груповата фаза на Шампионската лига. Тогава идва и най-голямото признание за професионален играч в България – Владислав Стоянов е обявен за Футболист на 2014 година.

## Успехи

### „Шериф“
- Шампион на Молдова: 2009/10, 2011/12
- Носител на купата на Молдова: 2009/10

### „Лудогорец“
- Шампион на A ПФГ (8): 2012/13, 2013/14, 2014/15, 2015/16, 2016/17, 2017/18, 2019/20, 2020/21
- Носител на Купата на България (1): 2013/14
- Най-добър вратар на А ПФГ (2): 2012/13, 2013/14
- Най-добър вратар в груповата фаза на Лига Европа (1): 2013/14
- Носител на Суперкупата на България (2): 2014, 2018
- Най-добър вратар в груповата фаза на Шампионската лига (1): 2014/15